# بيت كوت
بيت كوت (بالإنجليزية: Pete Cote)‏ هو لاعب كرة قاعدة أمريكي، ولد في 30 أغسطس 1902 في كامبريدج في الولايات المتحدة، وتوفي في 17 أكتوبر 1987 في ميدلتون في الولايات المتحدة.